# گربوشوو (استان اوپوله)
گربوشوو (به لهستانی: Gręboszów) یک منطقهٔ مسکونی در لهستان است که در گمینا دوماشوویتسه واقع شده‌است.